# Belisana rollofoliolata
Belisana rollofoliolata är en spindelart som först beskrevs av Wang 1983.  Belisana rollofoliolata ingår i släktet Belisana och familjen dallerspindlar. Inga underarter finns listade.